# Les Alluets-le-Roi
Les Alluets-le-Roi [le.z‿alɥɛ lə ʁwa]  sont une commune française située dans le département des Yvelines en région Île-de-France.
Ses habitants sont appelés simplement les habitants des Alluets-le-Roi.

## Géographie

### Localisation
La commune des Alluets-le-Roi se trouve dans la plaine de Versailles, dans la partie nord des Yvelines, à environ 15 kilomètres à l'ouest de Saint-Germain-en-Laye, chef-lieu d'arrondissement et 24 kilomètres environ au nord-ouest de Versailles, préfecture du département.

### Hydrographie
Il n'existe aucun réseau hydrographique de surface.

### Communes limitrophes
| Bazemont   | Ecquevilly         | Morainvilliers |
|            | Les Alluets-le-Roi | Orgeval        |
| Herbeville | Crespières         |                |

### Géologie et relief
La commune est bordée au nord et à l'ouest par la forêt dite des Alluets.
Le village, situé sur un plateau, culmine à 187 m, point le plus haut dans les Yvelines. En raison de cette position élevée, le clocher du village fut utilisé comme point de repère par Cassini pour établir, au XVIIIe siècle, ses célèbres cartes (dites de Cassini).

### Voies de communication et transports

#### Axes de communication
La commune est traversée d'est en ouest par la route départementale 45 (Orgeval - Maule) et la route départementale 198 qui mène à Crespières, vers le sud, commence dans le village.

#### Transport ferroviaire
Les stations SNCF les plus proches sont les gares de Maule et de Mareil-sur-Mauldre vers Paris Montparnasse. Les gares de Villennes, Poissy et Saint-Nom-la-Bretèche permettent de se rendre à la Défense et la (gare Saint-Lazare).

#### Bus
La commune est desservie par les lignes 14 et 41 du réseau de bus Centre et Sud Yvelines.

### Climat
Pour des articles plus généraux, voir Climat de l'Île-de-France et Climat des Yvelines.
En 2010, le climat de la commune est de type climat océanique dégradé des plaines du Centre et du Nord, selon une étude du CNRS s'appuyant sur une série de données couvrant la période 1971-2000. En 2020, Météo-France publie une typologie des climats de la France métropolitaine dans laquelle la commune est exposée à un climat océanique et est dans la région climatique Sud-ouest du bassin Parisien, caractérisée par une faible pluviométrie, notamment au printemps (120 à 150 mm) et un hiver froid (3,5 °C).
Pour la période 1971-2000, la température annuelle moyenne est de 10,5 °C, avec une amplitude thermique annuelle de 14,6 °C. Le cumul annuel moyen de précipitations est de 685 mm, avec 10,7 jours de précipitations en janvier et 7,8 jours en juillet. Pour la période 1991-2020, la température moyenne annuelle observée sur la station météorologique la plus proche, située sur la commune de Maule à 5 km à vol d'oiseau, est de 11,8 °C et le cumul annuel moyen de précipitations est de 677,0 mm,. Pour l'avenir, les paramètres climatiques de la commune estimés pour 2050 selon différents scénarios d'émission de gaz à effet de serre sont consultables sur un site dédié publié par Météo-France en novembre 2022.
| Mois                                  | jan.             | fév.           | mars         | avril         | mai           | juin           | jui.         | août           | sep.            | oct.            | nov.           | déc.           | année      |
| ------------------------------------- | ---------------- | -------------- | ------------ | ------------- | ------------- | -------------- | ------------ | -------------- | --------------- | --------------- | -------------- | -------------- | ---------- |
| Température minimale moyenne (°C)     | 1,7              | 1,3            | 3,1          | 4,9           | 8,5           | 11,6           | 13,4         | 13,1           | 10,1            | 7,7             | 4,4            | 2,1            | 6,8        |
| Température moyenne (°C)              | 4,7              | 5,1            | 8            | 10,8          | 14,4          | 17,7           | 19,8         | 19,5           | 16,1            | 12,2            | 7,8            | 5,1            | 11,8       |
| Température maximale moyenne (°C)     | 7,7              | 8,9            | 12,9         | 16,7          | 20,4          | 23,7           | 26,2         | 26             | 22              | 16,8            | 11,3           | 8              | 16,7       |
| Record de froid (°C) date du record   | −17,2 17.01.1985 | −14,5 07.02.12 | −12 13.03.13 | −5,4 06.04.21 | −2 03.05.1967 | 0,5 05.06.1991 | 5 11.07.1990 | 3,5 28.08.1974 | 0 30.09.18      | −5,2 30.10.1985 | −10 24.11.1998 | −15 31.12.1970 | −17,2 1985 |
| Record de chaleur (°C) date du record | 16 01.01.22      | 21 27.02.19    | 27 31.03.21  | 30 21.04.18   | 33 27.05.05   | 38 27.06.11    | 43 25.07.19  | 41 10.08.03    | 37,5 03.09.1973 | 30,5 01.10.11   | 22,5 01.11.14  | 17 07.12.00    | 43 2019    |
| Précipitations (mm)                   | 57,3             | 49,6           | 50,9         | 46,5          | 65,4          | 56             | 53           | 52,8           | 46              | 65,3            | 61,3           | 72,9           | 677        |

## Urbanisme

### Typologie
Au 1er janvier 2024, Les Alluets-le-Roi sont catégorisés bourg rural, selon la nouvelle grille communale de densité à sept niveaux définie par l'Insee en 2022.
Elle est située hors unité urbaine. Par ailleurs la commune fait partie de l'aire d'attraction de Paris, dont elle est une commune de la couronne,. Cette aire regroupe 1 929 communes,.

### Occupation des solssimplifiée
Le territoire de la commune se compose en 2017 de 85,5 % d'espaces agricoles, forestiers et naturels, 2,6 % d'espaces ouverts artificialisés et 11,9 % d'espaces construits artificialisés.
Le territoire de la commune est essentiellement rural, l'espace urbain construit représentant 11,9 % du total, soit environ 89 hectares.
L'espace rural est principalement consacré à l'agriculture (grande culture céréalière). Les espaces boisés (99 ha) se trouvent principalement aux lisières nord et sud de la commune.

## Toponymie
Le nom de la localité est attesté sous les formes Alluars, Allodia en 1197, Molerias de Allodiis au XIIIe siècle, Allodia Regis (Les Alluets le Roy)  dans un acte du 3 juin 1374, Les Alleux-le-Roy en 1493. La forme française actuelle Les Alluets-le-Roi apparaît en 1579.
Le nom « Alluets » dérive du mot « alleux » (du latin allodia) qui désignait, en ancien français, des terres exclues du système féodal. Dépourvues de tout seigneur, quoique sous la souveraineté du roi de France, elles appartenaient pleinement à leurs propriétaires et ne donnaient lieu à aucune redevance. Dans la charte de franchise accordée en 1174 par le roi de France Louis VII le Jeune qui confirme le caractère alleutier du territoire, par cette charte les habitants sont exemptés de tôt et de tailles, ainsi que de service militaire. Et, privilège très important, ils pourront exercer seuls la basse et moyenne justice, la haute justice restant le privilège du roi. En échange de tous ces avantages, les habitants paieront au roi et à Gazon de Poissy, seigneur du lieu, le double des revenus qu'ils payaient auparavant.
Le village qui est appelé Molierias de Allodiis (Meulières des Alleuds) au XIIIe siècle, rappelle l'importante exploitation des carrières et surtout des meules à moulin dans cette région.
Pendant la Révolution française, le village fut rebaptisé Alluets-la-Montagne.

## Histoire

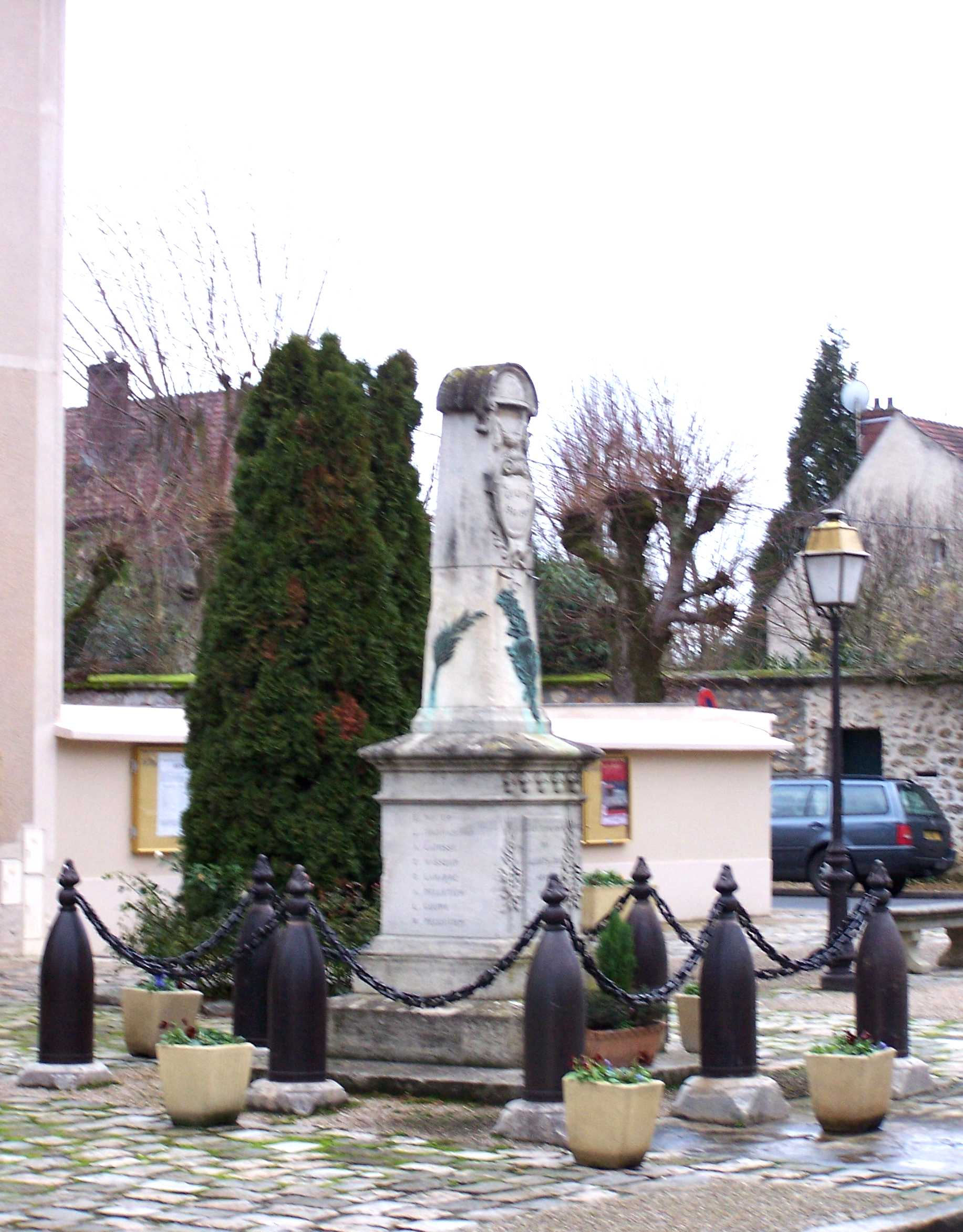
Le monument aux morts devant la mairie.

Au début du IXe siècle, une petite communauté de paysans dépendants de l'abbaye de Saint-Germain-des-Prés décrite dans le Polyptyque d'Irminon s'est installée en lisière de la grande forêt des Alluets pour y ouvrir une petite clairière de défrichement. À côté d'une des grandes « coutures » (blocs de terre arable pouvant compter plusieurs dizaines d'hectares) seigneuriales du grand domaine de Maule, ils y occupent quatre manses et deux demi-manses dans un hameau nommé Hostoldi Villa dont le nom est conservé aujourd'hui par le lieu-dit « les E(s)touvilles,. Un Simon, chevalier de Hestouvilla est l'auteur d'une donation de 20 sous sur les moulins de Paris à l'abbaye de Porrois (Port-Royal).
Aux prises avec son encombrant vassal le duc de Normandie, Louis VII y fit construire une forteresse (mentionnée dans sa charte). Elle s'inscrivait dans l'ensemble défensif plus vaste qui gardaient les marges occidentales de l'Île-de-France. Rasée durant les âpres combats de la guerre de Cent Ans, peut-être reconstruite par la suite, il en subsistait néanmoins encore assez de restes au début du XVIIIe siècle, pour que la comptabilité des seigneurs de Maule mentionne le château et son enclos à cette époque.
Mais si l'emplacement de l'ancien château du XVIIIe siècle est bien identifié, rien ne prouve que la tour mentionnée dans la charte de 1174 se trouvât au même endroit.

## Politique et administration

### Liste des maires
| Période                                  | Période      | Identité           | Étiquette | Qualité  |
| ---------------------------------------- | ------------ | ------------------ | --------- | -------- |
| Les données manquantes sont à compléter. |              |                    |           |          |
| Juin 1929                                | 1934         | Jacques Lobstein   | -         |          |
| 1934                                     | 1945         | Marcel Damême      | -         |          |
| mai 1945                                 | 1947         | Albert Samson      | -         |          |
| octobre 1947                             | 1953         | Lucien Rousseau    | -         |          |
| mai 1953                                 | 1965         | André Benoît       | -         |          |
| mars 1965                                | 1994 (décès) | Roger Gousseau     | -         |          |
| juin 1995                                | 2008         | René Gaillard      | -         |          |
| mars 2008                                | 2014         | Daniel Gorbaty     | -         |          |
| mars 2014                                | 2020         | Pierre Gautier     | -         | Retraité |
| mai 2020                                 | En cours     | Véronique Houllier | -         |          |

### Instances administratives et judiciaires
La commune des Alluets-le-Roi appartient depuis 2014 au canton de Verneuil-sur-Seine et est rattachée à la communauté urbaine Grand Paris Seine et Oise.
Sur le plan judiciaire, Les Alluets-le-Roi font partie de la juridiction d’instance de Saint-Germain-en-Laye et, comme toutes les communes des Yvelines, dépendent du tribunal de grande instance ainsi que de tribunal de commerce sis à Versailles,.

### Intercommunalité
La commune des Allets-le-Roi est membre de la communauté urbaine Grand Paris Seine et Oise. Elle adhère cependant à divers syndicats intercommunaux, sans fiscalité propre, dont le périmètre est variable en fonction de leur objet : énergie, adduction d'eau potable, assainissement, transports scolaires, etc. Ce sont les suivants :
- syndicat intercommunal d'adduction d'eau potable de la région de Feucherolles,
- syndicat intercommunal de gestion du Ru d'Orgeval,
- syndicat intercommunal du centre hospitalier intercommunal de Poissy,
- syndicat intercommunal pour la destruction des ordures ménagères et la production d'énergie (SIDOMPE),
- syndicat intercommunal à vocation multiple de Maule,
- syndicat intercommunal d'assainissement de la région d'Orgeval (SARO),
- syndicat intercommunal d'électricité de la région de Villennes-sur-Seine (SIERVS),
- syndicat intercommunal à vocation multiple de Saint-Germain-en-Laye, qui gère notamment une fourrière automobile et animale et un centre de secours contre l'incendie,
- syndicat intercommunal à vocation multiple du Pincerais (ce SIVOM, qui regroupe Les Alluets-le-Roi, Orgeval et Morainvilliers, gère divers services : déchèterie, nettoiement de voirie, transports scolaires),
- syndicat intercommunal à vocation unique de la Route Royale,
- syndicat intercommunal à vocation unique des Trois Rivières (organisme chargé de la préparation du SCOT du Val de Gally),
- syndicat intercommunal pour la réalisation et la gestion d'une structure multi-accueil pour la petite enfance à Orgeval.

La commune adhère également à l'Association patrimoniale de la plaine de Versailles et du plateau des Alluets (APPVA), association selon la loi de 1901, qui regroupe des communes, des agriculteurs et des associations locales, et dont la mission est de « formuler des propositions devant établir un projet de développement durable, commun aux agriculteurs et aux citadins, sur les territoires de la plaine de Versailles et du plateau des Alluets ».

## Population et société

### Démographie

#### Évolution démographique
L'évolution du nombre d'habitants est connue à travers les recensements de la population effectués dans la commune depuis 1793. Pour les communes de moins de 10 000 habitants, une enquête de recensement portant sur toute la population est réalisée tous les cinq ans, les populations de référence des années intermédiaires étant quant à elles estimées par interpolation ou extrapolation. Pour la commune, le premier recensement exhaustif entrant dans le cadre du nouveau dispositif a été réalisé en 2007.

En 2022, la commune comptait 1 332 habitants, en évolution de +9,81 % par rapport à 2016 (Yvelines : +2,72 %, France hors Mayotte : +2,11 %).
| 1793 | 1800 | 1806 | 1821 | 1831 | 1836 | 1841 | 1846 | 1851 |
| ---- | ---- | ---- | ---- | ---- | ---- | ---- | ---- | ---- |
| 453  | 425  | 479  | 533  | 541  | 550  | 552  | 520  | 523  |

| 1856 | 1861 | 1866 | 1872 | 1876 | 1881 | 1886 | 1891 | 1896 |
| ---- | ---- | ---- | ---- | ---- | ---- | ---- | ---- | ---- |
| 475  | 441  | 453  | 442  | 448  | 447  | 468  | 470  | 434  |

| 1901 | 1906 | 1911 | 1921 | 1926 | 1931 | 1936 | 1946 | 1954 |
| ---- | ---- | ---- | ---- | ---- | ---- | ---- | ---- | ---- |
| 383  | 395  | 381  | 347  | 393  | 370  | 379  | 319  | 396  |

| 1962 | 1968 | 1975 | 1982 | 1990  | 1999  | 2006  | 2007  | 2012  |
| ---- | ---- | ---- | ---- | ----- | ----- | ----- | ----- | ----- |
| 393  | 483  | 632  | 826  | 1 062 | 1 270 | 1 209 | 1 200 | 1 218 |

| 2017  | 2022  | - | - | - | - | - | - | - |
| ----- | ----- | - | - | - | - | - | - | - |
| 1 201 | 1 332 | - | - | - | - | - | - | - |

À partir de l'année 2020, un grand projet de construction de logement est initié dans la commune. Elle connait alors une nette augmentation de sa population[réf. nécessaire].

#### Pyramide des âges
En 2018, le taux de personnes d'un âge inférieur à 30 ans s'élève à 32,2 %, soit en dessous de la moyenne départementale (38,0 %). À l'inverse, le taux de personnes d'âge supérieur à 60 ans est de 26,8 % la même année, alors qu'il est de 21,7 % au niveau départemental.
En 2018, la commune comptait 609 hommes pour 598 femmes, soit un taux de 50,46 % d'hommes, légèrement supérieur au taux départemental (48,68 %).
Les pyramides des âges de la commune et du département s'établissent comme suit.
| Hommes | Classe d’âge | Femmes |
| ------ | ------------ | ------ |
| 0,2    | 90 ou +      | 0,2    |
| 6,3    | 75-89 ans    | 6,8    |
| 19,5   | 60-74 ans    | 20,4   |
| 24,4   | 45-59 ans    | 26,1   |
| 16,1   | 30-44 ans    | 15,6   |
| 14,9   | 15-29 ans    | 13,7   |
| 18,6   | 0-14 ans     | 17,1   |

| Hommes | Classe d’âge | Femmes |
| ------ | ------------ | ------ |
| 0,6    | 90 ou +      | 1,4    |
| 6      | 75-89 ans    | 7,8    |
| 13,5   | 60-74 ans    | 14,8   |
| 20,7   | 45-59 ans    | 20,1   |
| 19,6   | 30-44 ans    | 19,9   |
| 18,5   | 15-29 ans    | 16,8   |
| 21,2   | 0-14 ans     | 19,2   |

## Économie

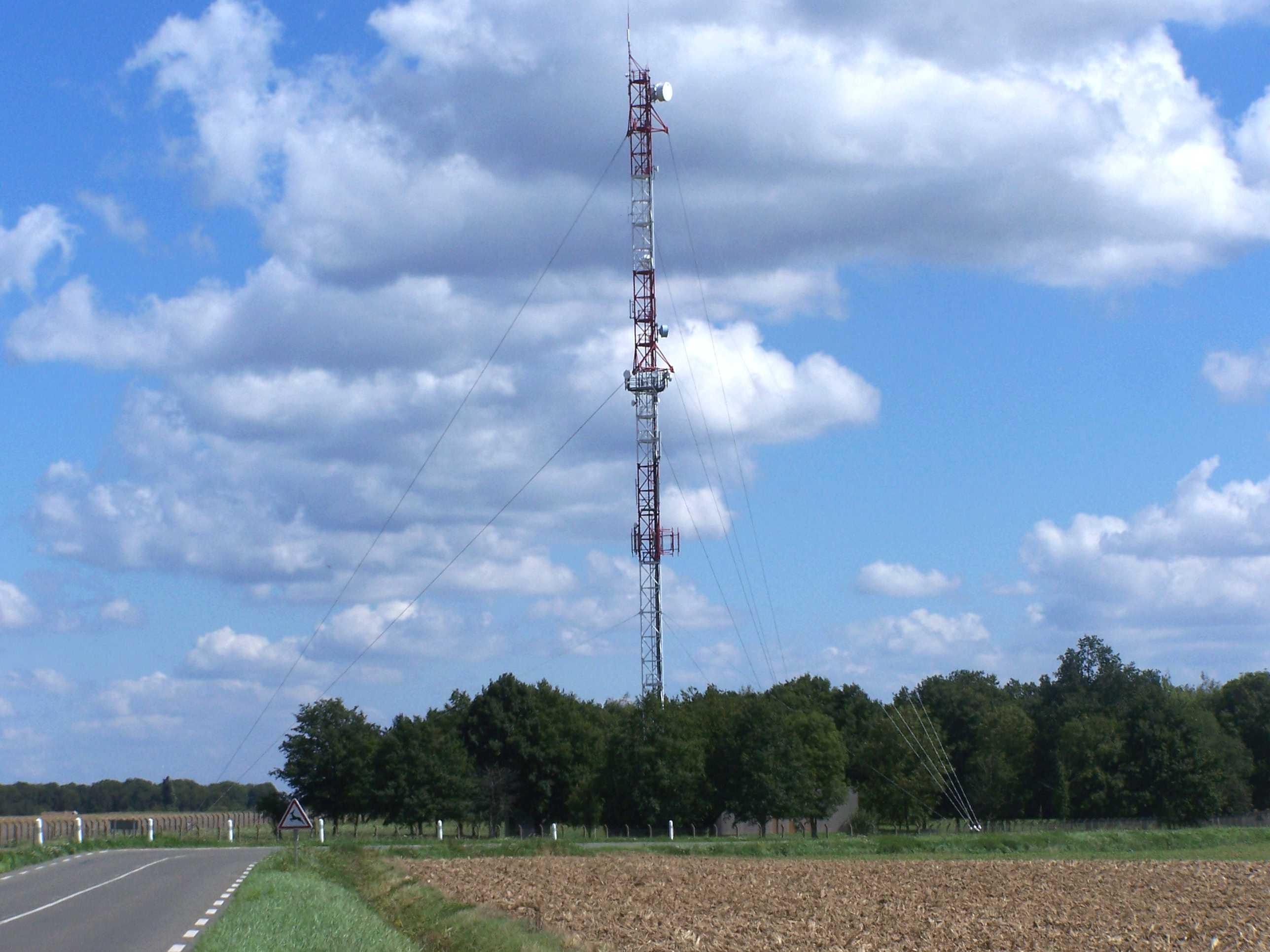
Antenne-relais de radio-télévision sur la route de Maule.

- Au temps des moulins hydrauliques ou à vent, des puits d'extractions de meules de grès étaient creusés dans le Bois de Beules. Elles étaient taillées au fond de l'excavation et ce depuis le VIe siècle[30].
- Autrefois, exploitations de pierre meulière.
- Agriculture, centre équestre, ZAC.
- Commune résidentielle.
- Antenne-relais de télévision.
- Station d'écoute et centre de données de la DGSE[31],[32].

## Culture locale et patrimoine

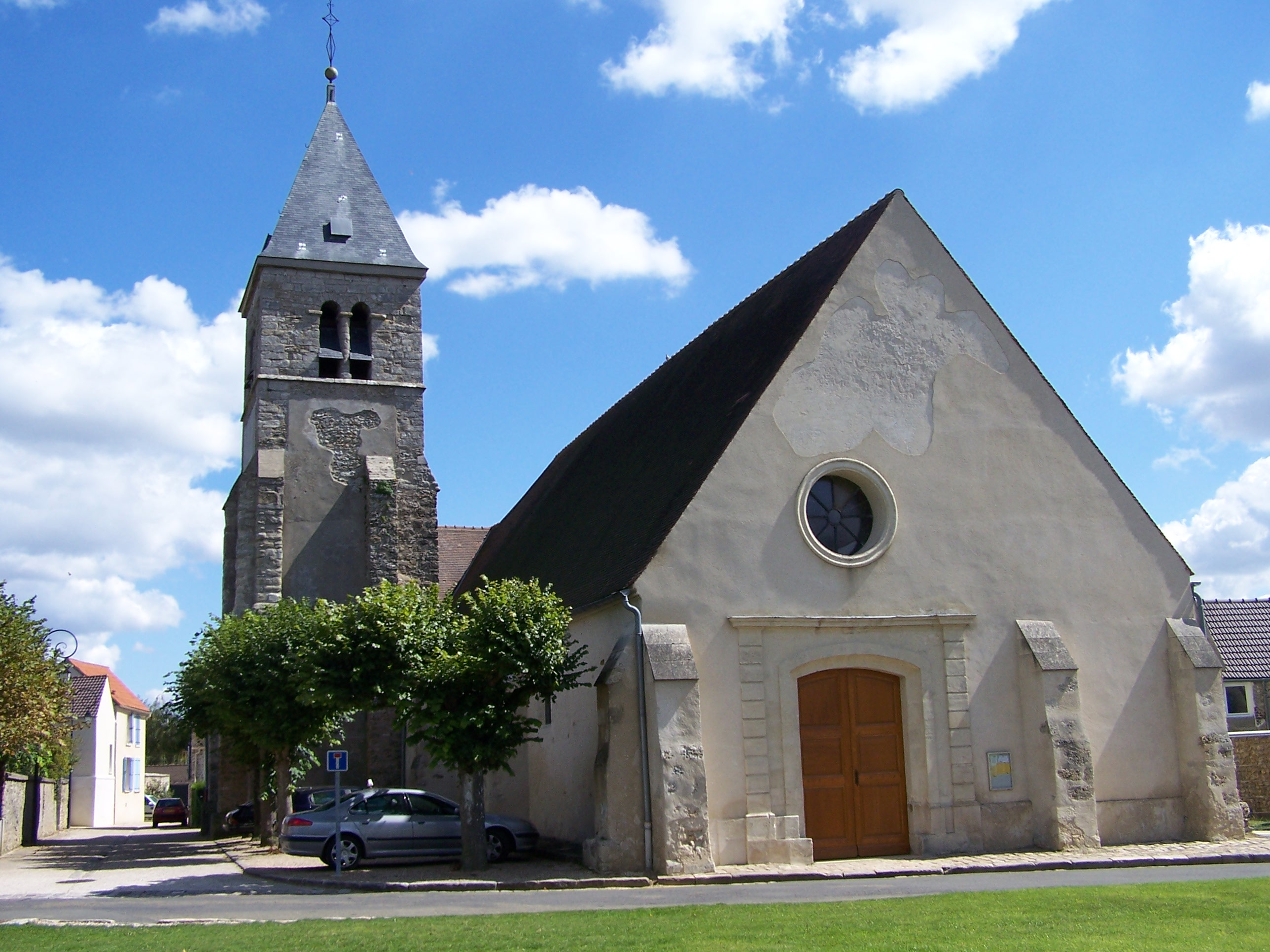
L'église Saint-Nicolas.

### Lieux et monuments
- Église Saint-Nicolas.

Édifice datant du XIIe siècle, clocher carré, chevet plat, nef de cinq travées en plein cintre à un collatéral ; fonts baptismaux, retable, tabernacle en bois mouluré peint, une statue de la Vierge en pierre du XIVe siècle et une de sainte Barbe du XVe siècle.
En 2020, son clocher fût arrêté et mis en restauration. L’inauguration du clocher restauré eu lieu en 2021.
- Anciennes fermes de Clairbois, de la Choltière et de Saint-Sylvestre.
- Cadran solaire sur une façade de la rue Saint-Nicolas.